# Youth Cup kobiet w kombinacji norweskiej 2020/2021
Sezon 2020/2021 Youth Cup kobiet w kombinacji norweskiej. Rywalizacja odbyła się w czeskim Harrachovie, w dniach 16 i 17 stycznia 2021 roku.
W grupie Youth I w sezonie 2020/2021 startowały zawodniczki urodzone w latach 2006-2008, natomiast w grupie Youth II zawodniczki urodzone w latach 2003-2005.

## Kalendarz i wyniki Youth I
| Lp. | Data             | Miejscowość | Konkurencja           | 1. miejsce      | 2. miejsce      | 3. miejsce      |
| --- | ---------------- | ----------- | --------------------- | --------------- | --------------- | --------------- |
| 1.  | 16 stycznia 2021 | Harrachov   | Gundersen HS73/4 km   | Daniela Peštová | Eva Hollmannová | Karolína Horká  |
| 2.  | 17 stycznia 2021 | Harrachov   | Gundersen HS73/2,5 km | Daniela Peštová | Karolína Horká  | Eva Hollmannová |

## Kalendarz i wyniki Youth II
| Lp. | Data             | Miejscowość | Konkurencja           | 1. miejsce    | 2. miejsce    | 3. miejsce     |
| --- | ---------------- | ----------- | --------------------- | ------------- | ------------- | -------------- |
| 1.  | 16 stycznia 2021 | Harrachov   | Gundersen HS73/5 km   | Marie Nähring | Cindy Haasch  | Emilia Görlich |
| 2.  | 17 stycznia 2021 | Harrachov   | Gundersen HS73/2,5 km | Cindy Haasch  | Marie Nähring | Emilia Görlich |

## Klasyfikacje
| Lp. | Zawodnik          | Punkty |
| --- | ----------------- | ------ |
| 1.  | Daniela Peštová   | 200    |
| 2.  | Eva Hollmannová   | 140    |
| =   | Karolína Horká    | 140    |
| 4.  | Natálie Nejedlová | 100    |

| Lp. | Zawodnik         | Punkty |
| --- | ---------------- | ------ |
| 1.  | Marie Nähring    | 180    |
| =   | Cindy Haasch     | 180    |
| 3.  | Emilia Görlich   | 120    |
| 4.  | Tereza Koldovská | 90     |
| 5.  | Martina Zanitzer | 86     |
| 6.  | Greta Pinzani    | 85     |
| 7.  | Tess Arnone      | 77     |
| 8.  | Špela Mastnak    | 60     |
| 9.  | Jolana Hradilová | 58     |
| =   | Asia Marcato     | 58     |